# Saison 1952-1953 de l'AS Saint-Étienne
Chronologie
Saison précédente Saison suivante
Cette page présente la saison 1952-1953 de l'AS Saint-Étienne. Le club évolue en Division 1 et en Coupe de France.

## Résumé de la saison
- Première partie de saison catastrophique avec 10 défaites sur les 17 premières rencontres avec 3 lourdes défaites (2-6 contre Reims et 0-5 à Metz et Sète). La première victoire n’intervient qu’à la 9e journée. Jusqu’à fin mars, le club est relégable avant une embellie salvatrice.
- À la fin des matchs allers, le club va recruter un nouveau gardien en la personne de Claude Abbes. C’est aussi la fin d’une époque avec les départs de Guy Huguet et Antoine Cuissard. Il faut tout de même noter l’arrivée de François Wicart qui finit sa carrière à l’ASSE et qui en sera l’entraîneur au début des années 1960.
- En Coupe de France, l’ASSE va éliminer Sochaux, bien mieux classé, mais va échouer une deuxième fois en demi-finale, cette fois-ci contre Lille.

## Équipe professionnelle

### Transferts
Sont considérés comme arrivées, des joueurs n’ayant pas joué avec l’équipe 1 la saison précédente.
| Nom                    | Nationalité | Poste     | Transfert | Provenance/Destination | Division   |
| ---------------------- | ----------- | --------- | --------- | ---------------------- | ---------- |
| Arrivées               |             |           |           |                        |            |
| Michel Jacquin         |             | Gardien   | Transfert | SCO Angers             | Division 2 |
| Claude Abbes           |             | Gardien   | Transfert | Béziers                | Division 2 |
| Louis Vernay           |             | Milieu    | -         | -                      | -          |
| François Wicart        |             | Défenseur | Transfert | FC Rouen               | Division 2 |
| Jacques Rouillon       |             | Attaquant | Transfert | CA Paris               | Division 2 |
| Jacques Grattarola     |             | Milieu    | Transfert | Cannes                 | Division 2 |
| Raymond Menjou         |             | Milieu    | Transfert | Olympique d'Alès       | Division 2 |
| Hyacinthe Fava         |             | Milieu    | -         | -                      | -          |
| Alfredo Spadavecchia   |             | Attaquant | Transfert | Carrarese              | -          |
| Joseph Ibanez          |             | Milieu    | Transfert | Chamois niortais FC    | -          |
| Ferenc Nyers           |             | Milieu    | Transfert | Junior                 | -          |
| Départs                |             |           |           |                        |            |
| Robert Héliès          |             | Gardien   | -         | -                      | -          |
| Bruno Adamiak          |             | Gardien   | -         | -                      | -          |
| Guy Huguet             |             | Défenseur | Transfert | OGC Nice               | Division 1 |
| Antoine Cuissard       |             | Milieu    | Transfert | Cannes                 | Division 2 |
| Lucien Leduc           |             | Milieu    | Transfert | Annecy                 | -          |
| Oswaldinho de Oliveira |             | Attaquant | -         | -                      | -          |
| Léon Alpsteg           |             | Attaquant | Transfert | SO Montpellier         | Division 1 |
| Pierre Bini            |             | Attaquant | Transfert | Orléans                | -          |
| Jean Tamini            |             | Attaquant | Transfert | Servette Genève        | -          |
| Lucien Monteghetti     |             | Attaquant | -         | -                      | -          |
| Agostinho Zara         |             | Attaquant | -         | -                      | -          |

### Championnat

#### Matchs allers
| Date       | N o | Adversaire               | Lieu | Résultat | Buteurs pour Saint-Étienne                         | Points | Classement |
| ---------- | --- | ------------------------ | ---- | -------- | -------------------------------------------------- | ------ | ---------- |
| 24/08/1952 | J01 | Stade de Reims           | Dom. | 2 - 6    | Haond 51e, Rijvers 60e                             | 0      | 17         |
| 31/08/1952 | J02 | SO Montpellier           | Ext. | 2 - 0    | -                                                  | 0      | 17         |
| 07/09/1952 | J03 | Stade français FC        | Dom. | 1 - 1    | Ferry 29e                                          | 1      | 18         |
| 11/09/1952 | J04 | RC Paris                 | Ext. | 2 - 1    | Haond 82e                                          | 1      | 18         |
| 14/09/1952 | J05 | Olympique de Marseille   | Dom. | 2 - 2    | Castellani 43e, Alpsteg 84e                        | 2      | 16         |
| 21/09/1952 | J06 | FC Nancy                 | Ext. | 3 - 2    | Rouillon 30e, Castellani 74e                       | 2      | 18         |
| 28/09/1952 | J07 | Le Havre AC              | Ext. | 3 - 0    | -                                                  | 2      | 18         |
| 05/10/1952 | J08 | FC Girondins de Bordeaux | Dom. | 1 - 1    | De Cecco 86e                                       | 3      | 18         |
| 12/10/1952 | J09 | Lille OSC                | Dom. | 2 - 1    | Alpsteg 52e, De Cecco 57e                          | 5      | 17         |
| 26/10/1952 | J10 | FC Metz                  | Ext. | 5 - 0    | -                                                  | 5      | 17         |
| 02/11/1952 | J11 | RC Lens                  | Dom. | 2 - 3    | Haond 10e 13e                                      | 5      | 17         |
| 09/11/1952 | J12 | FC Sète                  | Ext. | 5 - 0    | -                                                  | 5      | 18         |
| 23/11/1952 | J13 | Stade rennais UC         | Ext. | 0 - 1    | Haond 36e                                          | 7      | 17         |
| 30/11/1952 | J14 | Nîmes Olympique          | Dom. | 4 - 2    | Ferry 9e, Domingo 39e, Grattarola 47e, Alpsteg 76e | 9      | 17         |
| 07/12/1952 | J15 | FC Sochaux               | Ext. | 3 - 0    | -                                                  | 9      | 17         |
| 14/12/1952 | J16 | OGC Nice                 | Dom. | 2 - 1    | Nyers 24e, Alpsteg 43e                             | 11     | 17         |
| 21/12/1952 | J17 | CO Roubaix-Tourcoing     | Ext. | 2 - 0    | -                                                  | 11     | 18         |

#### Matchs retours
| Date       | N o | Adversaire               | Lieu | Résultat | Buteurs pour Saint-Étienne                                         | Points | Classement |
| ---------- | --- | ------------------------ | ---- | -------- | ------------------------------------------------------------------ | ------ | ---------- |
| 28/12/1952 | J18 | Stade de Reims           | Ext. | 2 - 0    | -                                                                  | 11     | 18         |
| 04/01/1953 | J19 | SO Montpellier           | Dom. | 2 - 0    | Alpsteg 82e, Nyers 88e                                             | 13     | 18         |
| 11/01/1953 | J20 | Stade français FC        | Ext. | 2 - 1    | Alpsteg 27e (pen.)                                                 | 13     | 18         |
| 11/09/1953 | J21 | RC Paris                 | Dom. | 3 - 1    | Nola 37e, Nyers 59e 79e                                            | 15     | 17         |
| 01/02/1953 | J22 | Olympique de Marseille   | Ext. | 1 - 0    | -                                                                  | 15     | 18         |
| 15/02/1953 | J23 | FC Nancy                 | Dom. | 6 - 0    | Cecchini 1re (csc), Rouillon 26e 67e, Alpsteg 42e 79e, Rijvers 70e | 17     | 18         |
| 22/02/1953 | J24 | Le Havre AC              | Dom. | 1 - 0    | Haond 86e                                                          | 19     | 18         |
| 08/03/1953 | J25 | FC Girondins de Bordeaux | Ext. | 0 - 0    | -                                                                  | 20     | 18         |
| 15/03/1953 | J26 | Lille OSC                | Ext. | 0 - 2    | Rijvers 37e, Haond 87e                                             | 22     | 16         |
| 22/03/1953 | J27 | FC Metz                  | Dom. | 2 - 2    | Alpsteg 31e (pen.), Rijvers 88e                                    | 23     | 15         |
| 05/04/1953 | J28 | RC Lens                  | Ext. | 1 - 2    | Rouillon 23e, Haond 32e                                            | 25     | 13         |
| 12/04/1953 | J29 | FC Sète                  | Dom. | 2 – 2    | Rouillon 20e, Nyers 24e                                            | 26     | 13         |
| 19/04/1953 | J30 | Stade rennais UC         | Dom. | 1 - 0    | Nyers 84e                                                          | 28     | 11         |
| 03/05/1953 | J31 | Nîmes Olympique          | Ext. | 0 – 0    | -                                                                  | 29     | 10         |
| 10/05/1953 | J32 | FC Sochaux               | Dom. | 1 - 3    | Marcel 69e (csc)                                                   | 29     | 12         |
| 17/05/1953 | J33 | OGC Nice                 | Ext. | 2 - 0    | -                                                                  | 29     | 13         |
| 24/05/1953 | J34 | CO Roubaix-Tourcoing     | Dom. | 1 – 1    | Rijvers 35e                                                        | 30     | 11         |

### Classement final
| Rang | Équipe                   | Pts | J  | G  | N  | P  | Bp | Bc | GA    |
| ---- | ------------------------ | --- | -- | -- | -- | -- | -- | -- | ----- |
| 1    | Stade de Reims           | 48  | 34 | 22 | 4  | 8  | 86 | 36 | 2,389 |
| 2    | FC Sochaux               | 44  | 34 | 18 | 8  | 8  | 72 | 58 | 1,241 |
| 3    | FC Girondins de Bordeaux | 43  | 34 | 19 | 5  | 10 | 79 | 56 | 1,411 |
| 4    | Lille OSC C              | 40  | 34 | 15 | 10 | 9  | 61 | 43 | 1,419 |
| 5    | Nîmes Olympique          | 40  | 34 | 17 | 6  | 11 | 62 | 47 | 1,319 |
| 6    | Olympique de Marseille   | 37  | 34 | 15 | 7  | 12 | 62 | 53 | 1,17  |
| 7    | RC Lens                  | 34  | 34 | 13 | 8  | 13 | 50 | 48 | 1,042 |
| 8    | FC Nancy                 | 34  | 34 | 16 | 2  | 16 | 48 | 58 | 0,828 |
| 9    | Stade français FC P      | 33  | 34 | 12 | 9  | 13 | 54 | 51 | 1,059 |
| 10   | FC Sète                  | 33  | 34 | 13 | 7  | 14 | 42 | 49 | 0,857 |
| 11   | AS Saint-Étienne         | 30  | 34 | 11 | 8  | 15 | 44 | 59 | 0,746 |
| 12   | FC Metz                  | 29  | 34 | 11 | 7  | 16 | 44 | 48 | 0,917 |
| 13   | OGC Nice T               | 29  | 34 | 12 | 5  | 17 | 49 | 57 | 0,86  |
| 14   | Le Havre AC              | 29  | 34 | 11 | 7  | 16 | 47 | 63 | 0,746 |
| 15   | CO Roubaix-Tourcoing     | 28  | 34 | 9  | 10 | 15 | 42 | 49 | 0,857 |
| 16   | Stade rennais UC         | 28  | 34 | 10 | 8  | 16 | 37 | 56 | 0,661 |
| 17   | RC Paris                 | 28  | 34 | 11 | 6  | 17 | 40 | 64 | 0,625 |
| 18   | SO Montpellier P         | 25  | 34 | 8  | 9  | 17 | 43 | 67 | 0,642 |

Victoire à 2 points
Résultat
- Champion de France 1952-1953, qualifié pour la Coupe Latine
- Vice-champion de France 1952-1953

Relégation
- 16e : barrage de relégation en Division 2
- 17e et 18e : relégation en Division 2

Abréviations
T : Tenant du titre

C : Vainqueur de la Coupe de France 1952-53

P : Promus de Division 2
- En cas d'égalité entre deux clubs, le premier critère de départage est la moyenne de buts.
- Montent en D1 : Toulouse FC, AS Monaco FC, RC Strasbourg (vainqueur du Stade rennais UC 4-0 en barrages)

### Coupe de France

#### Tableau récapitulatif des matches
| Date       | N o             | Adversaire   | Lieu                           | Résultat | Buteurs pour Saint-Étienne | Suite                             |
| ---------- | --------------- | ------------ | ------------------------------ | -------- | -------------------------- | --------------------------------- |
| 18/01/1953 | 32ème de finale | Valenciennes | Stade de la Meinau, Strasbourg | 2 - 1    | But inscrit · But inscrit  | Qualifiés pour un 16ème de finale |
| 08/02/1953 | 16ème de finale | FC Sochaux   | Stade Gaston-Gérard, Dijon     | 2 - 0    | But inscrit · But inscrit  | Qualifiés pour un 8ème de finale  |
| 01/03/1953 | 8ème de finale  | FC Metz      | Parc des Princes, Paris        | 1- 0     | Rijvers 43e                | Qualifiés pour un quart de finale |
| 29/03/1953 | Quart de finale | FC Sète      | Stade Vélodrome, Marseille     | 1- 0     | Haond 87e                  | Qualifiés pour une demi-finale    |
| 26/04/1953 | Demi- finale    | Lille OSC    | Stade Vélodrome, Marseille     | 1 - 0    | -                          | Éliminés                          |

### Statistiques

#### Buteurs
| Place | Nom                | Division 1 | Coupe de France | TOTAL des BUTS |
| 1     | René Alpsteg       | 9 buts     | -               | 9 buts         |
| 1     | Raymond Haond      | 8 buts     | 1 but           | 9 buts         |
| 3     | Kees Rijvers       | 5 buts     | 1 but           | 6 buts         |
| 3     | Ferenc Nyers       | 6 buts     | -               | 6 buts         |
| 5     | Jacques Rouillon   | 5 buts     | -               | 5 buts         |
| 6     | Jean De Cecco      | 2 buts     | -               | 2 buts         |
| 6     | Romuald Castellani | 2 buts     | -               | 2 buts         |
| 6     | Koczur Ferry       | 2 buts     | -               | 2 buts         |
| 9     | Jacques Grattarola | 1 but      | -               | 1 but          |
| 9     | René Domingo       | 1 but      | -               | 1 but          |
| 9     | Vicente Nola       | 1 but      | -               | 1 but          |
| #     | contre son camp    | 2 buts     | -               | 2 buts         |
| Total | 15 buteurs         | 44 buts    | 6 buts          | 50 buts        |

Il manque les buteurs en Coupe de France contre Valenciennes et Sochaux, soit 4 buts
Date de mise à jour : le 16 octobre 2014.

#### Affluences
Affluence de l'AS Saint-Étienne à domicile

### Équipe de France
Un seul Stéphanois aura les honneurs de l’Équipe de France cette année en la personne de Ferenc Koczur avec une sélection en Équipe de France .
| Joueurs       | Position | Date       | Lieu   | Adversaire | Score | Temps de jeu | Buts |
| Koczur Ferenc | Milieu   | 16.11.1952 | Dublin | Eire       | 1 - 1 | 90           | -    |